# 聖胡安包蒂斯塔 (委內瑞拉)

聖胡安包蒂斯塔（西班牙語：San Juan Bautista），是委內瑞拉的城鎮，位於該國北部新埃斯帕塔州，是安東尼奧迪亞斯市的首府，始建於1529年，海拔高度1,000米，人口26,402。